# Patrol wojskowy na Zimowych Igrzyskach Olimpijskich 1928
Patrol wojskowy na Zimowych Igrzyskach Olimpijskich 1928 w Sankt Moritz był dyscypliną pokazową. Zawody odbyły się 12 lutego. Udział wzięło 9 drużyn męskich. Bieg rozgrywany był na dystansie 28,05 km. 
Najlepsi okazali się Norwegowie, drugie miejsce zajęli reprezentanci Finlandii, a na najniższym stopniu podium stanęli Szwajcarzy.

## Wyniki
| Pozycja | Reprezentacja    | Zawodnicy                                                              | Czas      |
| ------- | ---------------- | ---------------------------------------------------------------------- | --------- |
| 1       | Norwegia         | Ole Reistad Leif Skagnæs Ole Stenen Reidar Ødegaard                    | 3:50:45,0 |
| 2       | Finlandia        | Eino Kuvaja Kalle Tuppurainen Esko Järvinen Veikko Ruotsalainen        | 3:54:37,0 |
| 3       | Szwajcaria       | Fritz Kuhn Hugo Lehner Otto Furrer Alfons Julen                        | 3:55:04,0 |
| 4       | Włochy           | Enrico Silvestri Daniele Pellissier Erminio Confortola Piero Maquignaz | 4:07:30,0 |
| 5       | Rzesza Niemiecka | Franz Raithel Stefan Kistler Josef Rehm Ludwig Mayer                   | 4:15:02,5 |
| 6       | Czechosłowacja   | Otakar Německý Josef Klouček Jan Bedřich Robert Möhwald                | 4:17:07,5 |
| 7       | Polska           | Zbigniew Wóycicki Władysław Żytkowicz Władysław Czech Tadeusz Zaydel   | 4:33:45,0 |
| 8       | Rumunia          | Ion Zǎgǎnescu Ioan Rucǎreanu Constantin Pascu Toma Calista             | 5:00:16,0 |
| 9       | Francja          | Marcel Pourchier Camille Mandrillon R. Gindre M. Perrier               | 5:20:26,0 |